# Annie Londonderry
Annie Londonderry, valódi nevén Anna Kopchovsky (Lettország, 1870. – New York, 1947. november 11.) az első nő, aki kerékpárral körbeutazta a Földet.

## Családja és házassága
Lettországban született Levi (Leib) és Beatrice (Basha) Cohen harmadik gyermekeként. Családja 1875-ben az Amerikai Egyesült Államokba költözött, így Annie négy vagy öt éves korában amerikai állampolgár lett.
Bostonban telepedtek le, és a Spring Streeten béreltek lakást. 1887. január 17-én az apa meghalt, és rá két hónapra az anya is.  Mivel a legidősebb nővér, Sarah, már férjnél volt, és Maine-ben élt, a 17 éves Annie és 20 éves bátyja, Bennett gondjaikba vették két kisebb testvérüket.
1888-ban Annie Cohen összeházasodott Simon "Max" Kopchovsky házalóval. Az elkövetkező négy évben három gyermekük született: Bertha Malkie (Mollie), Libbie, és Simon. Annie több bostoni napilap reklámfelületét értékesítette.

## Világ körüli útja

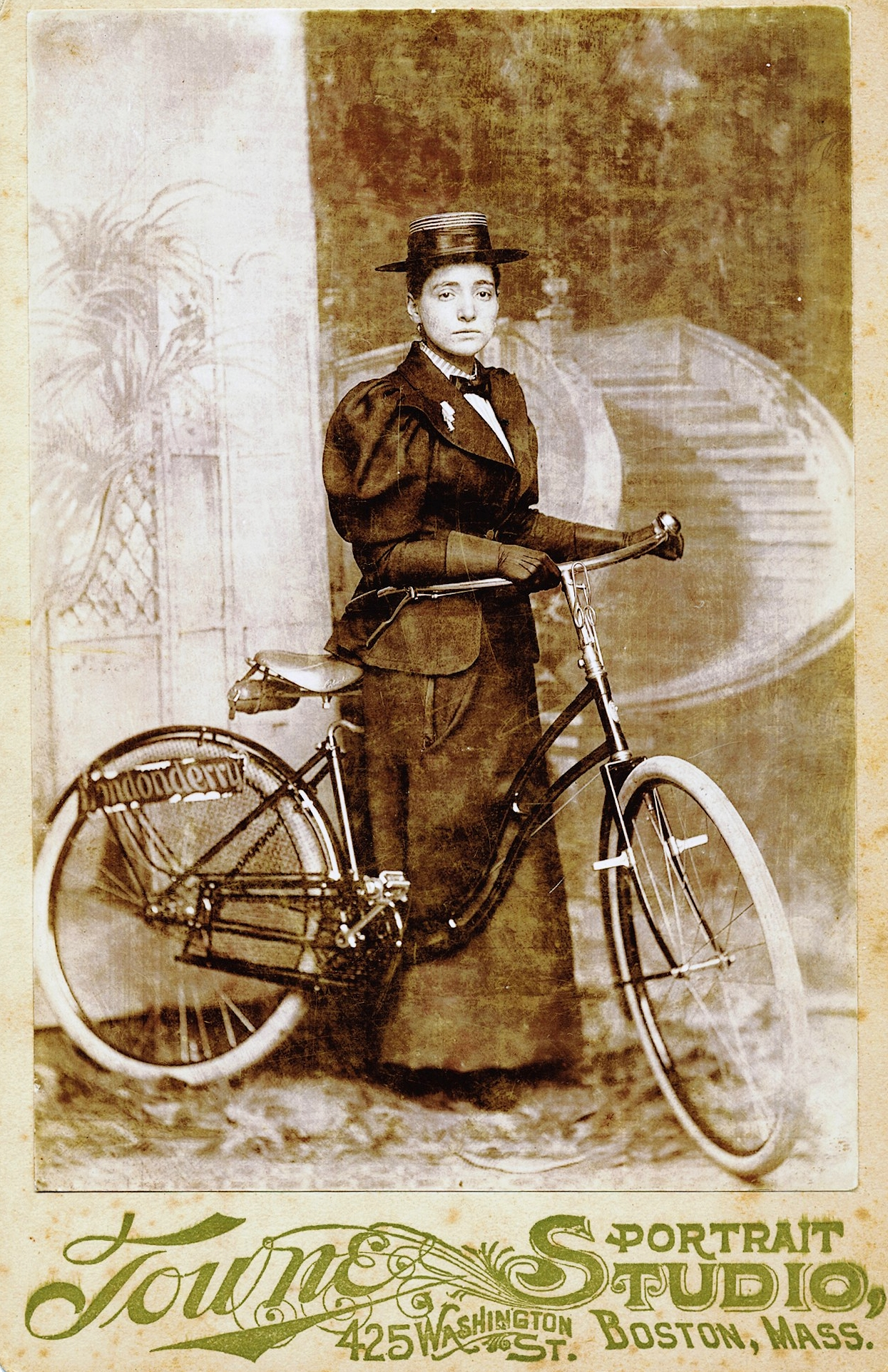
A világkörüli turnéja után (Boston, 1896)

1894. június 27-én indult el kerékpáron világ körüli útjára. Bostonból először Chicagóba utazott; ehhez négy hónapra volt szüksége, részben a nem megfelelő ruházat (hosszú szoknya), részben a túl nehéz kerékpár miatt. Így nem sikerült a tél beállta előtt nyugati irányban átkelnie a hegyeken, ezért az eredetileg tervezett útirányt megváltoztatva New York felé indult, ezúttal nadrágban és egy könnyű kerékpárral.
Az utazás állítólagos oka egy két üzletember közötti fogadás volt, amely szerint nők nem képesek egy ilyen utat 15 hónap alatt megtenni. Erre a fogadásra ugyanúgy nincs semmi bizonyíték, mint ahogy arra a feltételre sem, hogy a nő nem vihet magával pénzt, de 5000 dollárral kell visszatérnie. Anna Kopchovsky reklámokból finanszírozta az utat, többek között a Londonderry Lithia nevű ásványvizet reklámozott, így az utazás alatt az Annie Londonderry nevet használta.
New Yorkban hajóra szállt Franciaország felé; ott Le Havre és Marseille között kerékpáron tette meg az utat, és ismét hajóra szállt. 1895. március 23-án San Franciscóba érkezett. Útvonalának állomásai többek között Alexandria és Port Szaíd, Jeruzsálem, Áden, Colombo, Szingapúr, Saigon, Hongkong és Port Arthur, Nagaszaki és Jokohama voltak. Az állítólagos fogadás nem határozta meg a kerékpáron megteendő távot, ezért egyik helyről a másikra hajóra utazott, és az egyes megállókban tett kerékpáros kirándulásokat.
San Franciscóból Arizonán és Új-Mexikón át Los Angelesbe utazott. Az út során egy elszabadult lovaskocsi miatt balesetet szenvedett, és a stocktoni kórházba került, ahol állítólag két napig vért köhögött. A valóságban a baleset utáni este már előadást tartott a stocktoni Mozart Hallban. 1895. szeptember 24-én visszaért Chicagóba, ahol begyűjtötte a 10 000 dolláros jutalmat. A megengedett időből még maradt 14 nap. Utazásáról 1895. október 20-án számolt be a New York World-ben.
Annie Londonderry jó kereskedő és jó mesélő volt, így gyűjtötte össze a forrásokat, és szerezte meg a média figyelmét az út sikere érdekében. Fő bevétele a kerékpáron és saját magán elhelyezett reklámokból származott. Első szponzora a New Hampshire-i Londonderry Lithia Spring Water Company volt. Chicagóban a Sterling Cycle Company szponzorálta, amikor lecserélte nehézkes Columbia kerékpárját a gyorsabb és könnyebb Sterling Roadsterre.
Utazásai során előadásokat tartott kalandjairól, melyek során gyakran túlzott. Ezek elbűvölték a közönséget, és növelték népszerűségét. Franciaországban azt állította magáról, hogy árva, gazdag örökösnő, egy amerikai szenátor unokahúga, a Harvardon tanul orvostudományt, és feltalált egy új gyorsírási módszert. Az Egyesült Államokban egy indiai tigrisvadászatról mesélt, amelyen a német királyi család egyik tagjával vett részt, illetve arról, hogy sebesülten egy japán börtönbe került. Kerékpáros bemutatókat is tartott, és reklámfotókat, emléktárgyakat és aláírásokat árusított.

## Emlékezete
Anne Londonderry elfeledve halt meg 1947-ben. 2007-ben unoka-unokaöccse, Peter Zheutlin megjelentette Around the World on Two Wheels: Annie Londonderry's Extraordinary Ride című könyvét. 2011-ben bemutatták Evalyn Parry Spin című darabját, amelynek egyik dala Annie Londonderryről szól.
2013-ban Gillian Williams egy 27 perces dokumentumfilmet készített róla The New Woman: Annie „Londonderry“ Kopchovsky címmel.

## Fordítás
- Ez a szócikk részben vagy egészben  az   Annie Londonderry című német Wikipédia-szócikk ezen változatának fordításán alapul.  Az eredeti cikk szerkesztőit annak laptörténete sorolja fel. Ez a jelzés csupán a megfogalmazás eredetét és a szerzői jogokat jelzi, nem szolgál a cikkben szereplő információk forrásmegjelöléseként.
- Ez a szócikk részben vagy egészben  az   Annie Londonderry című angol Wikipédia-szócikk ezen változatának fordításán alapul.  Az eredeti cikk szerkesztőit annak laptörténete sorolja fel. Ez a jelzés csupán a megfogalmazás eredetét és a szerzői jogokat jelzi, nem szolgál a cikkben szereplő információk forrásmegjelöléseként.